# フューリー (1978年の映画)
『フューリー』（原題: The Fury）は、1978年制作のアメリカ合衆国のSF・スリラー映画。ブライアン・デ・パルマ監督。カーク・ダグラス主演。原作はジョン・ファリスによる同名の小説。

## あらすじ
元アメリカ政府の諜報員だったピーターは、息子ロビンを元同僚のチルドレスに誘拐されてしまう。ロビンは念力を操る事が出来るため、チルドレスはそれを政府の諜報活動に利用しようとしていたのだ。
ピーターはシカゴに飛び、精神分析研究所に勤める恋人のヘスターや、同じく念力を持つ少女ジリアンの協力を得て、ロビンを奪還しようと奔走する。
一方、チルドレスによって拘束され、アラブ人への憎悪を植え付けられ、その憎悪の力で念力のパワーを増大させられていたロビンは、感情のコントロールを失っていた。

## キャスト
| 役名           | 俳優                         | 日本語吹替                                     |
| 役名           | 俳優                         | TBS版                                          |
| -------------- | ---------------------------- | ---------------------------------------------- |
| ピーター       | カーク・ダグラス             | 宮部昭夫                                       |
| チルドレス     | ジョン・カサヴェテス         | 仁内建之                                       |
| ジリアン       | エイミー・アーヴィング       | 潘恵子                                         |
| ヘスター       | キャリー・スノッドグレス     | 沢田敏子                                       |
| ロビン         | アンドリュー・スティーヴンス | 曽我部和恭                                     |
| スーザン       | フィオナ・ルイス             | 弥永和子                                       |
| エレン         | キャロル・ロッセン           | 藤夏子                                         |
| マッキーヴァー | チャールズ・ダーニング       | 糸博                                           |
| ラルー         | メロディ・トーマス           | 幸田直子                                       |
| ボブー         | デニス・フランツ             | 村松康雄                                       |
| レイモンド     | マイケル・オドワイアー       | 上田敏也                                       |
| レイモンド     | ウィリアム・フィンレイ       |                                                |
|                | ダリル・ハンナ               |                                                |
|                | ローラ・イネス               |                                                |
|                | アリス・ナン                 |                                                |
| 不明 その他    |                              | 山田栄子 千田光男 西村知道 広瀬正志 久保田民絵 |
|                |                              |                                                |
| 演出           | 演出                         | 田島荘三                                       |
| 翻訳           | 翻訳                         | 矢田尚                                         |
| 効果           |                              |                                                |
| 調整           |                              |                                                |
| 制作           | 制作                         | コスモプロモーション                           |
| 解説           | 解説                         | 荻昌弘                                         |
| 初回放送       | 初回放送                     | 1981年3月16日 『月曜ロードショー』             |

※日本語吹替はハピネットから発売のBDに収録。

## スタッフ
- 監督：ブライアン・デ・パルマ
- 製作：フランク・ヤブランス
- 原作・脚本：ジョン・ファリス
- 製作総指揮：ロン・プレイスマン
- 撮影：リチャード・H・クライン
- 音楽：ジョン・ウィリアムズ
- 特殊メイク：リック・ベイカー、ウィリアム・J・タトル